# Овсянников, Александр Николаевич (тренер)
Александр Николаевич Овсянников (родился 19 августа 1971 года) — российский волейбольный тренер, старший тренер мужской и женской сборных России по волейболу сидя. Работает в ФГБУ ЦСП.

## Биография
Окончил школу № 836 г. Москвы в 1988 году и Российский государственный университет физической культуры, спорта, молодёжи и туризма (он же ГЦОЛИФК) в 1997 году — факультет игровых видов физкультурно-спортивной деятельности, специальность «волейбол». В российских волейбольных командах работает тренером с 2005 года. Среди его воспитанниц — Юлия Закревская, Татьяна Иванова, Юлия Медникова и Ирина Смирнова.
Обе российские сборные по волейболу сидя возглавил после кончины Виктора Семёновича Дьякова. Под руководством Овсянникова мужская сборная России впервые выиграла чемпионат Европы 2017 года, обыграв в полуфинале девятикратных чемпионов Европы из Боснии, а в финале — сборную Украины. Женская же сборная в 2018 году выиграла впервые в своей истории чемпионат мира; обе сборные выиграли в 2019 году также чемпионаты Европы.
В 2019 году Овсянников номинировался на Национальную спортивную премию — номинация «Преодоление» (за вклад в развитие адаптивного спорта), категория «Тренер года».